# كهف برايليتز
كهف برايليتز هو كهف يقع في بلدية ديفا التابعة لمقاطعة غيبوثكوا، بلاد البشكنش في اسبانيا.
في أوائل أغسطس 2006، وجدت العديد من رسوم الكهوف التي تعود إلى العصر الحجري القديم أثناء التنقيب في الكهف - مجموعة أيقونية غير تصويرية تتكون من مجموعات أصغر من النقاط الحمراء، إما معزولة أو تشكل سلسلة. يعتقد الباحثون أن اللوحات قد رسمت بتاريخ 18000 سنة قبل الميلاد.

## وصلات خارجية
- Cave paintings, discovered in Deba, Gipuzkoa
- Praileaitz Cave Paintings Threatened by Mining
- Gipuzkoa Kultura: El sorprendente hallazgo (in Spanish, news of the finding, with nice images)
- Terrae Antiquae: Praileaitz (in Spanish)